# Amalie Tischbein

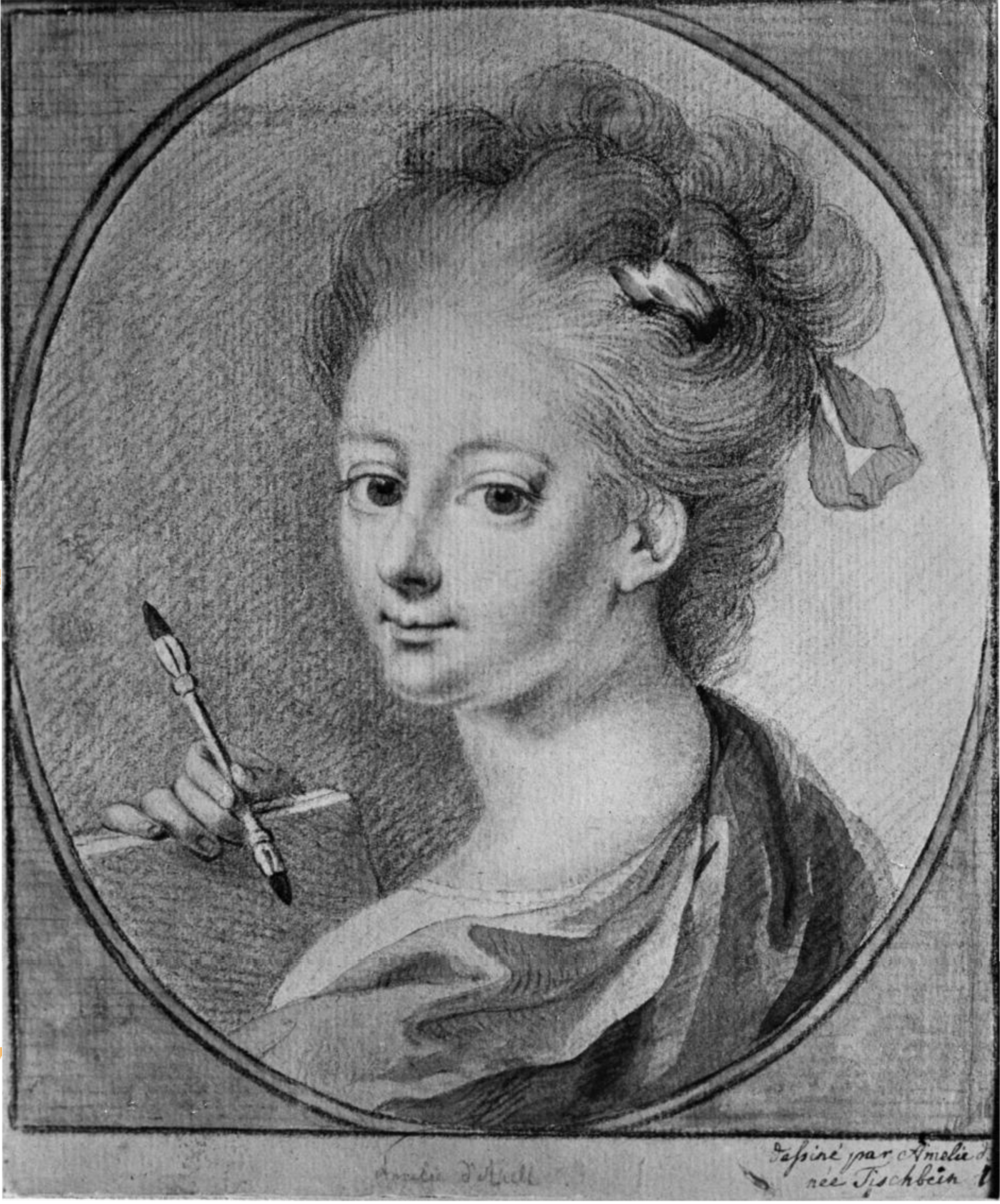
Selbstporträt, 1781

Wilhelmine Caroline Amalie Tischbein (verheiratete [von] Apell, * 3. Oktober 1757 in Kassel; † 20. Juni 1839 ebenda) war eine deutsche Zeichnerin, Miniaturmalerin und Radiererin aus dem Kasseler Zweig der Künstlerfamilie Tischbein. Ihre Wirkungsorte waren zunächst Weimar, dann Kassel.

## Leben

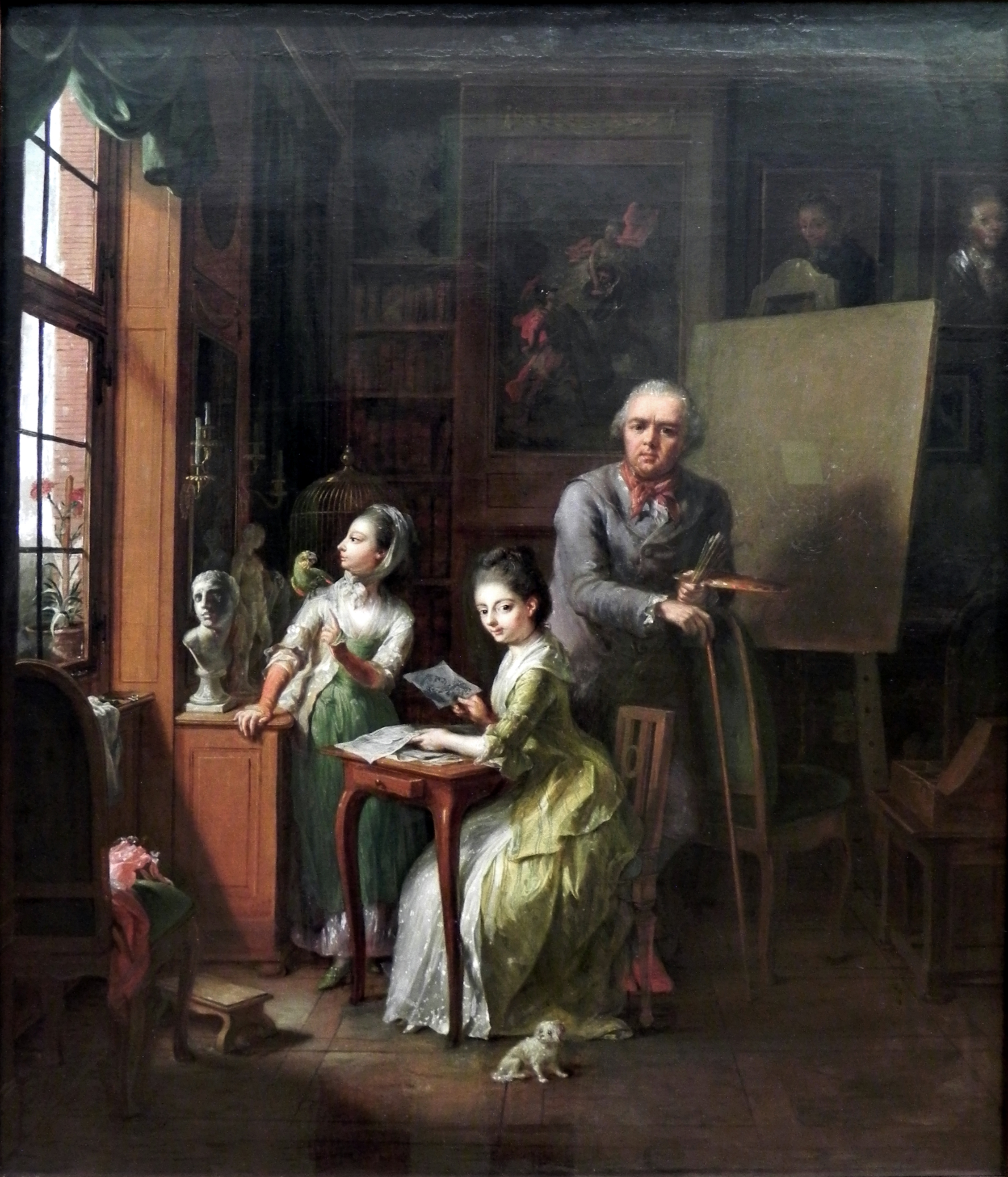
Johann Heinrich Tischbein der Ältere: Der Künstler und seine Töchter, 1774 (Amalie die zweite von links)

Amalie Tischbein wurde als Tochter von Marie Sophie Tischbein (geb. Robert) und dem Maler Johann Heinrich Tischbein zu Beginn des Siebenjährigen Krieges 1757 in Kassel geboren. Ihre Mutter stammte aus einer angesehenen Hugenottenfamilie, die seit Ende des 17. Jahrhunderts in Kassel ansässig war. Sie hatte Tischbein 1756 geheiratet und verstarb wenige Monate nach der Geburt einer zweiten Tochter im Jahr 1759. Amalies Vater verheiratete sich 1763 mit seiner Schwägerin Anne Marie Pernette, die im Jahr darauf ebenfalls starb. Diese Todesfälle dürften die „innige Beziehung“ zwischen Vater und Töchtern stark geprägt haben, wie ein zeitgenössischer Biograph festhielt.
Amalie Tischbein galt als „ausgezeichnete Schönheit“ bzw. anmutig, intelligent und redegewandt und wurde von ihrem Vater häufig porträtiert.
In Weimar, das sie 1775 besuchte, lernte Amalie Tischbein den Dichter Christoph Martin Wieland kennen, der ihr zum Dank für ein von ihr gefertigtes Selbstbildnis eine Ode (Der Grazien jüngste zu schildern …) widmete – eine zu dieser Zeit nicht ungewöhnliche Freundschaftsbekundung. Im Jahr 1778 besuchte sie die zweite Klasse der Kasseler Kunstakademie.
Im Mai desselben Jahres heiratete Amalie Tischbein David Apell (ab 1803: von Apell), der Assessor bei der Kriegs- und Domänenkammer in Kassel war und später Geheimer Kammerrat und Intendant des Hoftheaters unter Landgraf Wilhelm IX. wurde. 1779 wurde der erste Sohn Wilhelm geboren, es folgten Carl (1781) und die Tochter Louise im Jahr 1782. Das Paar ließ sich später (vor 1819) scheiden, wozu gerüchteweise die Verschwendungssucht und der Charakter des Ehemanns beigetragen haben soll.
Amalie Tischbein wurde als Künstlerin – vor allem von Miniaturen – zu ihren Lebzeiten anerkannt und stellte anlässlich der Ausstellungen der Kasseler Kunstakademie vermutlich mehrere Werke aus. 1780 wurde sie zu deren Ehrenmitglied ernannt. Sie lebte bis zu ihrem Tod „als geschiedene Frau […] hinreichend versorgt“ hochangesehen in der gehobenen Kasseler Gesellschaft.

## Werk und Ausstellungen
Miniaturbildnisse von Amalie Tischbein wurden beispielsweise 1914 auf der Darmstädter Jahrhundert-Ausstellung ausgestellt. In den Nachlässen der Kasseler Familien Fiorino und Bose soll es ebenfalls Werke von ihr gegeben haben, deren Verbleib jedoch (Stand 2016) vorerst ungeklärt ist. Eine Ausstellung im Kloster Haina 2016 unter dem Titel aufgedeckt – Malerinnen im Umfeld Tischbeins und der Kasseler Kunstakademie 1777–1830 zeigte ein Porträt der Philippine Amalie, Landgräfin von Hessen-Kassel, das bis dato ihrem Vater zugeschrieben wurde, sowie ein gezeichnetes Selbstporträt von Amalie Tischbein.